# Poterne des Barrés
Poterne des Barrés byla brána v Paříži, která byla součástí městského opevnění, které nechal vystavět francouzský král Filip II. August. Její jméno bylo odvozeno od označení mnichů nedalekého karmelitánského kláštera, kterým se přezdívalo barrés. Jejich klášter byl později přeměněn na celestýnský klášter.

## Umístění
Nacházela se na ulici Rue de l'Ave-Maria ve 4. obvodu. Byla umístěna v prostoru dnešního domu č. 20. Místo je stále viditelné v uliční čáře v Rue des Jardins-Saint-Paul.

## Historie
Brána vznikla na počátku 13. století při výstavbě městských hradeb. Protože nové hradby přerušily cestu vedoucí od brány Baudoyer (na Place Baudoyer), byla v místě křížení vybudována městská brána. Cesta vedoucí od brány z města dostala název Rue de la Folie-Jean-Morel a v roce 1227 se přejmenovala na Rue des Barrés podle karmelitánského kláštera.
Brána se nazývala Poterne Barrée, Poterne des Barrières nebo Poternes des Béguines podle bekyní, které sídlily v tehdejším klášteru Ave-Maria.
Brána byla opatřena věží, která na severu sousedila s věží Barbeau. V polovině 16. století byla věž zbořena, protože již neplnila svou funkci a bránila provozu.